# Anders Karlsson (socialdemokrat)
Karl Anders Karlsson, född 30 april 1951 i Härslövs församling i Malmöhus län, är en svensk politiker (socialdemokrat). Han var ordinarie riksdagsledamot 1998–2014, invald för Skåne läns västra valkrets.
Vad gäller riksdagens utskottsarbete har Karlsson framförallt utmärkt sig genom att vara ordförande i arbetsmarknadsutskottet 2002–2006, ordförande i försvarsutskottet 2007–2010 och ordförande i trafikutskottet 2006–2007. Han har även varit ordförande och vice ordförande i sammansatta utrikes- och försvarsutskottet under kortare perioder åren 2008 och 2010, samt ledamot i Krigsdelegationen 2004–2010.
Anders Karlsson är bosatt i Härslöv i Landskrona kommun.
Karlsson har anklagats för att efter en riksdagsdebatt 8 december 2004 ha kallat riksdagsledamoten Mauricio Rojas (folkpartist) för ”ett jävla svin”.
Sedan 2016 är Karlsson ordförande för regionfullmäktige i Region Skåne.
Han är far till Niklas Karlsson.